# 242 (număr)
242 (două sute patruzeci și doi) este numărul natural care urmează după 241 și precede pe 243 într-un șir crescător de numere naturale.

## În matematică
242:
- Este un număr par.
- Este un număr compus.[1]
- Este un număr deficient.[2][3]
- Este un număr nontotient.[4][5]
- Este un număr palindromic[6][7] și toți divizorii săi sunt numere palindromice.
- Este un număr rotund.[8][9]
- Este cel mai mic întreg cu care începe un șir de patru numere întregi consecutive cu același număr de divizori.[10][11]

## În știință

### În astronomie
- 242 Kriemhild este un asteroid din centura principală.
- 242P/Spahr (Spahr 1) este o cometă periodică din sistemul nostru solar.

## În alte domenii
242 se poate referi la:
- Rezoluția 242 a Consiliului de Securitate ONU
- Volvo 242
- Fiat 242
- 2-4-2, notația Whyte pentru locomotivele cu abur